# Elyra leucograpta
Elyra leucograpta là một loài bướm đêm trong họ Noctuidae.